# Zak Hernández
Sargento Zak Hernández LaPorte (Guayanilla, Puerto Rico, 1970-El Veinte, Colón, 10 de junio de 1992), fue un militar del ejército de los Estados Unidos originario de Puerto Rico, estado libre asociado con el país norteamericano, que fue asesinado en las cercanías de la Ciudad de Panamá cuando el Humvee que él manejaba fue emboscado en la víspera del presidente estadounidense George H. W. Bush a Panamá.
El acusado de su asesinato, Pedro Miguel González Pinzón, fue absuelto en 1997 por un juzgado de conciencia establecido por la justicia panameña. Dos años después fue elegido como diputado en la Asamblea Nacional de Panamá y, en septiembre de 2007, fue escogido por sus colegas del Partido Revolucionario Democrático (PRD) como Presidente de la Asamblea Nacional, un acontecimiento que generó protestas de los gobiernos de Estados Unidos y Puerto Rico. Este suceso también puso en peligro la ratificación por parte del Congreso de los Estados Unidos de un acuerdo de libre comercio entre los Estados Unidos y Panamá, un pacto ya ratificado por Panamá y que hasta el nombramiento de Pedro Miguel González, era considerada con un alta probabilidad de aprobación por el Congreso de aquel país.

## Incidente
El 10 de junio de 1992, un grupo de panameños protestaron por la visita del Presidente de los Estados Unidos George H.W. Bush. Una de las razones principales detrás de estas manifestaciones fue la invasión de Panamá por los Estados Unidos, por el arresto y convicción del Jefe de las Fuerzas Armadas Manuel Noriega en 1989, durante el cual entre 200 y 4,000 civiles panameños fueron vìctimas de las acciones militares de las Fuerzas Armadas de los Estados Unidos. Entre los manifestantes estaba Pedro Miguel González Pinzón. United_States_invasion_of_Panama#Casualties.
Ese día el Sargento Hernández, un soldado puertorriqueño de servicio en la Zona del Canal de Panamá, y su camarada el sargento Ronald Marshall, estaban en el Humvee en las cercanías de la ciudad de Panamá, cerca del área donde los manifestantes estaban protestando, cuando repentinamente fueron emboscados.

## Acusación
El 28 de julio de 1992 , el director de la Policía Técnica Judicial de Panamá, (PTJ), Jaime Abad, reveló que los principales responsables del asesinato de Hernández eran Pedro Miguel González –hijo de Gerardo González, legislador del Partido Revolucionario Democrático (PRD)– , Roberto Garrido –un joven que había participado de la guerrilla colombiana– y Daniel Batista.
Tras las palabras de Abad los tres acusados pasaron a la clandestinidad y luego abandonaron temporalmente el país. 

Pedro Miguel González Pinzón fue acusado en la Corte Federal de los Estados Unidos en Washington D.C., por el asesinato del sargento Hernández y el intento de asesinato del sargento Marshall.

## Juicio en Panamá
Después de desaparecer por varios años, una vez que su partido regresó al poder, González Pinzón fue traído por su difunto padre, Gerardo González (entonces presidente de la Asamblea Nacional y jefe del partido PRD) para entregarse al presidente panameño Ernesto Pérez Balladares. Después de dos años de confinamiento, González Pinzón fue absuelto en un juicio en 1997. El gobierno de los Estados Unidos y otros observadores exteriores sostuvieron que el juicio fue una farsa resaltando la corrupción judicial de Panamá, donde el tráfico de influencia sigue siendo común. 
El líder del PRD y Presidente de Panamá entre 2004-2009, Martin Torrijos, era Viceministro de Gobierno y de Justicia en el momento del juicio de González. 
En septiembre de 2007, González Pinzón fue elegido Presidente de la Asamblea Nacional 2, una posición que dejó de ocupar tras las elecciones presidenciales de mayo de 2009.

## Protesta oficial de Estados Unidos
Su elección fue cuestionada por el Gobierno de los Estados Unidos. Tom Casey, un vocero del departamento de estado de los Estados Unidos, dijo que el gobierno de los Estados Unidos fue muy decepcionado cuando la Asamblea Nacional Panameña eligiò a Pedro Miguel González Pinzón entre de sus miembros y que los Estados Unidos quisieran que esos responsables (por el asesinato de Zak Hernández)… hicieran frente a la justicia”.
El 4 de septiembre de 2007, el Senado de Puerto Rico aprobó una resolución que expresaba su “profunda preocupación” que la persona acusada del asesinato del sargento Zak Hernández haya sido elegido Presidente de la Asamblea Nacional panameña. Durante una visita de cortesía previamente programada en su oficina, el entonces Presidente del Senado Kenneth McClintock presentó el 6 de septiembre una copia de la resolución a la Magistrada Graciela Dixon, Magistrada Presidente de la Corte Suprema de Justicia de Panamá.
Los miembros claves del Congreso de los Estados Unidos., tales como el Presidente del Comité de Finanzas del Senado Max Baucus (DMT) y el miembro republicano de mayor rango del comité, Charles Grassley (R-IA) han señalado que la elección de González como presidente de la Asamblea Nacional representa un obstáculo en la ratificación del congreso al acuerdo de libre comercio entre los Estados Unidos – Panamá. (Asumiendo la presidencia el 1 de septiembre de 2007, González dijo que él renunciaría si él se convertía en un obstáculo para la ratificación del TLC con los Estados Unidos. A pesar de las claras señales de los funcionarios del Los miembros claves del congreso de los EE.UU., tales como presidente Baucus máximo (DMT) del comité de finanzas del senado y el miembro republicano de la graduación del comité, Charles Grassley han señalado que la elevación de González al presidente de la asamblea nacional representa un obstáculo a la ratificación de los congresos acuerdo de libre comercio de los EE.UU. – Panamá. (En si se asume que la presidencia el 1 de septiembre de 2007, González dijo que él reduciría si él se convierte un obstáculo a la ratificación del FTA por los EE.UU. A pesar de las claras señales del Congreso de los Estados Unidos y de los oficiales de la administración Bush que él plantea de hecho tal obstáculo, González rechazó renunciar pero no fue reelegido en el 2008.
El nombre de Zak Hernández aparece en “La Pared del Recuerdo” (The Wall of Remembrance) en el Complejo del Capitolio de Puerto Rico como la única víctima puertorriqueña en la operación militar de 1989 de los Estados Unidos en Panamá. 4 El consulado de los Estados Unidos en Panamá también exhibe una placa en la memoria de Zak Hernández.